# Mas de Xies
El mas de Xies és una masia de Tortosa (Baix Ebre) inclosa a l'Inventari del Patrimoni Arquitectònic de Catalunya.

## Descripció
És una gran propietat situada en el terme municipal de Tortosa, dins la partida i barri de Vinallop. A uns 200 m de la carretera de Tortosa a Santa Bàrbara, a mà dreta. Cal prendre un camí que hi ha abans mateix d'arribar a l'Hort de Martí, a 3 km de Tortosa. Es troba immediatament darrere de l'Hort de Martí.
Els nuclis edificats que centren l'explotació agrícola són dos, separats per uns 700 metres. El més allunyat de la carretera era en origen una construcció de planta rectangular amb teulada a doble vessant de carena paral·lela a la façana. En planta consta de dos nivells, el principal a la base i un sector de golfes. A la planta presenta dues portes i tres finestres petites i desiguals, mentre que a les golfes s'obren cinc finestres regulars en el nivell immediatament inferior al ràfec, que és bastant pronunciat i sobre cabirons. Modernament s'ha adossat a l'extrem esquerre un magatzem per a maquinària agrícola.
La segona de les edificacions és més irregular en estructura. Conforma també un cos de planta rectangular, però hi ha quatre sectors diferenciats. Els dos centrals, utilitzats ara com a habitatge dels masovers, són més alts, de planta baixa i un pis. En el de la dreta, possiblement utilitzat des de l'origen com a habitatge, el pis s'obre a l'exterior mitjançant dues finestres laterals petites i un balcó central. El de l'esquerra corresponia a un antic molí. En el mur posterior té encastat un cos rectangular, de 4 x 1,5 m de planta i 6 m d'alçada, que sobresurt respecte a la resta. Actualment el seu interior és inaccessible perquè es va tapiar l'accés que hi havia des de l'interior, després de reblir-lo amb material de l'antic molí. És possible que aquest cos fos l'estructura que assegurava l'eix central del molí de sang, reforçat per aguantar el pes i moviment de la mola. Tots dos cossos coberts amb teulada a doble vessant de carena paral·lela a la façana. En els laterals hi ha adossats dos cossos secundaris d'una sola planta i coberts a un vessant, utilitzats com a magatzems.

## Història
Sembla que el que pròpiament dona el nom de "Mas de Xies" a la propietat, és el més allunyat de la carretera, que porta al voltant del rellotge de sol de la façana la inscripció: "RCP / 1776 / ni tu ni jo tindríem corda si no fos Déu que ens recorda/ vulnerant homnes últims necant". Està reescrita modernament, probablement igual a com era en origen.
El segon nucli de construcció sembla que sorgí amb posterioritat com a segregació del principal. Fou utilitzat com a molí fins als anys 1940.